# Elizabeth Barrett Browning

Elizabeth Barrett Browning (pokraj Durhama, 6. ožujka 1806. – Firenca, 29. lipnja 1861.), engleska književnica.
Od čitava njena opsežnog, ali često nedovoljno oblikovanog stvaralaštva održali su se u književnosti "Krik djece", patetični protest protiv eksploatacije dječjeg rada u tvornicama, i ciklus soneta "Soneti s portugalskog", poetski dokaz njene ljubavi prema suprugu, pjesniku R. Browningu, a ubraja se među najbolje ljubavne pjesme u engleskoj književnosti. U spjevovima "Prozori palače Guidi" i "Pjesme Kongrsu" inspirirala se borbama za oslobođenje Italije, a djelo "Aurora Leigh" je odraz političkih i društvenih prlika u viktorijanskoj Engleskoj. Njezino djelo karakterizira dubina osjećaja, ljubav prema Italiji i obilje autobiografskih elemenata.  

## Vanjske poveznice
Pjesme na engleskom